# Helgarö församling
Helgarö församling var en församling i Strängnäs stift och i Strängnäs kommun i Södermanlands län. Församlingen uppgick 1998 i Vårfruberga församling.

## Administrativ historik
Församlingen har medeltida ursprung. 
Församlingen var till 1962 annexförsamling i pastoratet Fogdö och Helgarö. Från 1962 till 1998 annexförsamling i pastoratet Vansö, Härad, Fogdö och Helgarö. Församlingen uppgick 1998 i Vårfruberga församling.

## Kyrkor
- Helgarö kyrka